# 岩屋神社 (京都市)
岩屋神社（いわやじんじゃ）は、京都府京都市山科区にある神社である。近代社格制度では郷社。式内名神大社「山城国宇治郡 山科神社二座」に擬せられた時もあったが、現在は否定されている。
天忍穂耳命と栲幡千々姫命、および両神の子の饒速日命を祀る。

## 歴史
本殿背後の山腹に奥之院あるいは岩屋殿と呼ばれる陰陽2つの巨巌があり、これを磐座として祀ったのが当社の起源である。社伝では、仁徳天皇31年の創建と伝えられる。寛平年間、陰巌に栲幡千千姫命、陽巌に天忍穂耳命を祀り、岩前の小祠に饒速日命が祀られた。これは、物部氏系の大宅氏が、山科を開拓するに当たり祖神を祀ったものである。治承年間（1177年 - 1180年）に園城寺僧徒によって社殿が焼かれ、旧記も失われた。弘長2年（1262年）に再建された。中世には「東西上の岩屋三社」と呼ばれた。東岩屋が岩屋神社、西岩屋が山科神社であるが、上岩屋が何に当たるかは不明である。
明治6年（1873年）郷社に列し、第二次世界大戦後は神社本庁に属す。